# Turó de Valljordà
El Turó de Valljordà és una muntanya de 383 metres que es troba entre els municipis de Batea i de la Pobla de Massaluca, a la comarca de la Terra Alta.
Al cim s'hi troba un vèrtex geodèsic (referència 245137001).